# Mary Spencer
Mary Spencer (* 12. Dezember 1984 in Wiarton, Ontario, Kanada) ist eine kanadische Boxerin. Sie wurde 2005, 2008 und 2010 Weltmeisterin der Amateurinnen in den Gewichtsklassen bis 66 kg bzw. 75 kg Körpergewicht (Mittelgewicht).

## Werdegang
Mary Spencer hat indianische Vorfahren. Sie zog mit ihrer Familie kurz nach ihrer Geburt nach Windsor, Ontario. Dort besuchte sie die Roseville Public School und die W.F. Herman Secondary School. Bereits in diesen Schulen betätigte sie sich als fleißige Sportlerin und spielte Fußball, Volley- und Basketball. Vom 10. bis zum 17. Lebensjahr spielte sie in verschiedenen Basketballmannschaften und träumte davon, eine Profi-Basketballerin zu werden. Bei einer Talentsuche erkannte der Trainer der kanadischen Frauen-Box-Auswahl Charlie Stewart ihre hervorragenden athletischen Fähigkeiten und überredete sie, mit dem Boxtraining anzufangen. Sie war schon 17 Jahre alt, als sie dem Windsor Amateur Boxing Club (ABC) beitrat und mit einem geregelten Boxtraining begann.
Nach fünfmonatigem Training bestritt sie im Jahre 2002 ihren ersten offiziellen Kampf. 2003 wurde sie Meisterin von Ontario in der Gewichtsklasse bis 66 kg KG, der Gewichtsklasse, in der sie bis 2009 kämpfte und besiegte dabei im Finale die frühere kanadische Meisterin Jennifer McMurter durch Abbruch in der 2. Runde. 2004 wurde sie erstmals kanadische Meisterin in der gleichen Gewichtsklasse. Kurz danach erfolgten auch schon die ersten internationalen Einsätze. Sie gewann ein Turnier in Cascia/Italien mit einem Punktsieg im Finale über die Schwedin Anna Ingroth und wurde auch Siegerin beim Taiwan World Invitational in Taipei, wo sie Lin Ye-Wing, Taiwan durch Abbruch in der 2. Runde und Kelly Halling aus Neuseeland nach Punkten (31:8) besiegte.
2005 wurde Mary Spencer erneut kanadische Meisterin. Anschließend gewann sie in Buenos Aires auch den Titel bei den Panamerikanischen Meisterschaften mit Siegen über Elizabeth Queredo, USA (11:7) und Celeste Peralta, Argentinien (12:5). Gut vorbereitet fuhr sie dann zur Weltmeisterschaft nach Podolsk/Russland. Sie besiegte dort Aruna Mishra aus Indien (28:12), Oleksandra Koslan, Ukraine (29:18) und die zweifache Weltmeisterin Irina Sinezkaja, Russland, nach Punkten und wurde damit auf Anhieb Weltmeisterin.
Durch einen Punktsieg über Amanda Beaulieu (27:4) wurde sie 2006 wiederum kanadische Meisterin. Ferner siegte sie auch wieder bei der Panamerikanischen Meisterschaft, die erneut in Buenos Aires stattfand. Dort gewann sie über Lisa Kuronya, USA durch Abbruch i.d. 3. Runde und über Romina Inguez, Argentinien durch Abbruch in der 2. Runde. Bei der Weltmeisterschaft 2006 in Neu-Delhi konnte sie dann ihren Titel nicht verteidigen. Sie siegte dort zwar über Lisa Kuronya nach Punkten (23:8) und über Diana Bigalowa aus Kasachstan durch Abbruch in der 1. Runde, unterlag aber im Halbfinale gegen Oleksandra Koslan nach Punkten (6:9) und musste deshalb mit einer WM-Bronzemedaille zufrieden sein.
2007 gelang Mary Spencer mit einem Abbruchsieg i.d. 2. Runde über Erin Krekoski der vierte Titelgewinn bei einer kanadischen Meisterschaft und danach bei den Panamerikanischen Meisterschaften in Durán/Ecuador der dritte Titelgewinn bei einer Panamerikanischen Meisterschaft. Diesen Titel gewann sie mit einem Punktsieg über Lisa Kuronya (13:5) und einem Abbruchsieg i.d. 2. Runde über Wendy Allan aus Trinidad & Tobago. Im gleichen Jahr musste sie dann beim Witch-Turnier in Pécs/Ungarn eine Niederlage hinnehmen. Sie verlor im Endkampf dieses Turnieres gegen Marichelle de Jong aus den Niederlanden nach Punkten.
Im Jahre 2008 kam sie aber wieder in die Erfolgsspur zurück. Sie fehlte zwar bei der kanadischen Meisterschaft, wurde aber in Port of Spain auf Trinidad & Tobago wiederum Panamerikanische Meisterin mit Punktsiegen über Andreia Costa aus Brasilien (8:1) und Vanessa Jackson aus den Vereinigten Staaten (4:0). Die Weltmeisterschaft fand im Jahre 2008 in Ningbo/China statt. Mary Spencer gewann dort zum zweiten Mal den Weltmeistertitel und besiegte auf dem Weg zu diesem Erfolg Amanda Coulson aus England (13:4), Irina Potejewa, Russland (8:6), Ri Suk Yong, Nordkorea (7:2) und im Finale Vanessa Jackson (9:2) jeweils sicher nach Punkten.
Im Jahre 2009 wurde bekannt, dass das Boxen der Frauen im Jahre 2012 in London erstmals olympisch sein wird. Allerdings nur in den Gewichtsklassen bis 51 kg, 60 kg und 75 kg Körpergewicht. Da Mary Spencer unbedingt an diesen Olympischen Spielen teilnehmen will, musste sie sich entscheiden, in welcher Gewichtsklasse sie dort an den Start gehen wird. Zuerst plante sie, ihr Körpergewicht langsam zu verringern, um in der Gewichtsklasse bis 60 kg (Leichtgewicht) starten zu können und nahm auch schon an einigen Wettkämpfen teil, die ihr Gewichtslimit bei 64 kg Körpergewicht hatten. Sie musste aber bald einsehen, dass das Abtrainieren auf 60 kg ohne entscheidenden Substanzverlust nicht machbar war und entschloss sich deshalb, Muskelmasse aufzubauen und künftig in der Gewichtsklasse bis 75 kg Körpergewicht (Mittelgewicht) an den Start zu gehen.
Bei den kanadischen Meisterschaften 2009 startete sie noch in der Gewichtsklasse bis 64 kg Körpergewicht und gewann den Titel mit einem Punktsieg über Desni Boisvert. Danach startete sie in diesem Jahr bei keinen weiteren Meisterschaften mehr, Weltmeisterschaften fanden in diesem Jahr ohnehin nicht statt. Beim renommierten Ahmet-Comert-Turnier 2009 in Istanbul startete sie dann erstmals im Mittelgewicht. Sie erreichte zwar die Gewichtsobergrenze von 75 kg bei weitem nicht, war in dieser Klasse aber sofort konkurrenzfähig, wie das Ergebnis dieses Turnieres zeigte. Sie gewann in Istanbul über Irina Sinezkaja aus Russland (5:1), Lilija Durnejewa aus der Ukraine (6:1) und über die Weltmeisterin von 2008 im Mittelgewicht Li Jinzi aus China (4:2) nach Punkten und wurde damit Turniersiegerin.
Im Jahre 2010 verlor Mary Spencer bei der kanadischen Meisterschaft im Finale gegen die Weltmeisterin von 2008 in der Gewichtsklasse bis 70 kg Körpergewicht Ariane Fortin nach Punkten (7:10). In den folgenden Ausscheidungskämpfen für die Teilnahme an den internationalen Meisterschaften dieses Jahres (Panamerikanische Meisterschaft und Weltmeisterschaft siegte sie aber über Ariane Fortin und vertrat Kanada deshalb bei diesen Meisterschaften. Die Panamerikanischen Meisterschaften fanden 2010 in Brasília statt. Mary Spencer besiegte dort Andreia Bandeira aus Brasilien in einer hart umkämpften Begegnung beim Stande von 7:7 durch die Hilfspunkte, und im Endkampf wurde sie Abbruchsiegerin in der 1. Runde über Yenebier Guillen aus der Dominikanischen Republik. Bei der Weltmeisterschaft in Bridgetown/Barbados zeigte sie dann, dass ihre Entscheidung künftig in dieser Gewichtsklasse zu starten, richtig war, denn sie wurde mit einem Punktsieg über Anna Laurell, Schweden (9:2), einem kampflosen Sieg über Tamara Garcia aus Spanien und Punktsiegen über Lilija Durnjewa, Russland (8:3) und Titelverteidigerin Li Jinzi, die sie mit 14:2 Punkten fast deklassierte, auch in dieser Gewichtsklasse Weltmeisterin.
2011 startete sie bei keiner internationalen Meisterschaft, wurde aber mit einem Punktsieg (6:3) im Finale über Ariane Fortin wieder kanadische Meisterin. Diesen Titel holte sie sich auch im Jahre 2012, wobei sie im Mittelgewicht wiederum Ariane Fortin nach Punkten (18:12) schlug. Bei der panamerikanischen Meisterschaft 2012 in Cornwall/Kanada siegte sie im Mittelgewicht über Alma Nora Ibarra, Mexiko (12:2) und über Yenebier Guillen, Dominikanische Republik (11:9) jeweils nach Punkten. Im Finale traf sie auf die bis dahin in den internationalen Boxringen völlig unbekannte US-Amerikanerin Claressa Shields und unterlag gegen diese klar nach Punkten (14:27).
Ein böses Erwachen gab es für Mary Spencer auch bei der Weltmeisterschaft 2012 in Qinhuangdao/China, denn sie verlor dort in der Runde der letzten 32 Boxerinnen gegen Anna Laurell klar nach Punkten (11:18), womit sie ausschied und zusammen mit allen Verliererinnen dieser Runde nur auf den 17. Platz kam. Bei den Olympischen Spielen in London, bei denen erstmals Wettkämpfe im Frauenboxen stattfanden, war sie als Weltmeisterin 2010 automatisch qualifiziert. Sie traf in London im Viertelfinale auf die Chinesin Li Jinzi und unterlag dieser nach Punkten (14:17), womit sie auf den 5. Platz kam und damit ohne Medaille blieb.
Trotz dieses für sie unbefriedigenden Ergebnisses setzte Mary Spencer ihre Karriere auch im Jahre 2013 fort. Sie startete bei der Panamerikanischen Meisterschaft in Puerto la Cruz/Venezuela. Sie verlor dort im Halbfinale gegen Yenebier Guillen nach Punkten (12:15).

## Internationale Erfolge
| Jahr | Platz | Wettbewerb                                                 | Gewichtskl. | Ergebnis |
| 2004 | 1.    | Torneo Italia in Cascia                                    | bis 66 kg   | mit Punktsieg im Endkampf über Anna Ingroth, Schweden (35:18) |
| 2004 | 1.    | Taiwan World Invitational in Taipei                        | bis 66 kg   | mit einem Abbruchsieg in der 2. Runde über Lin Ye-Wing, Taiwan und einem Punktsieg über Kelly Halling, Neuseeland (31:8)                                                 |
| 2005 | 1.    | Panamerikanische Meisterschaft in Buenos Aires             | bis 66 kg   | mit Punktsiegen über Elizabeth Queredo, USA (11:7) und Celeste Peralta, Argentinien (12:5)                                                                               |
| 2005 | 1.    | WM in Podolsk/Russland                                     | bis 66 kg   | mit Punktsiegen über Aruna Mishra, Indien (28:12), Oleksandra Koslan, Ukraine (29:18) und Irina Sinezkaja, Russland                                                      |
| 2006 | 1.    | Panamerikanische Meisterschaft in Buenos Aires             | bis 66 kg   | nach Abbruchsieg in der 3. Runde über Lisa Kuronya, USA und Abbruchsieg in der 2. Runde über Romina Inguez, Argentinien                                                  |
| 2006 | 3.    | WM in Neu-Delhi                                            | bis 66 kg   | nach Punktsieg über Lisa Kuronya (23:9) und Abbruchsieg in der 1. Runde über Diana Bigalowa, Kasachstan und einer Punktniederlage gegen Oleksandra Koslan (6:9)          |
| 2007 | 1.    | Panamerikanische Meisterschaft in Durán/Ecuador            | bis 66 kg   | nach Punktsieg über Lisa Kuronya (13:5) und Abbruchsieg in der 2. Runde über Wendy Allan, Trinidad & Tobago                                                              |
| 2007 | 2.    | Witch-Cup in Pécs/Ungarn                                   | bis 66 kg   | nach Punktsiegen über Bianka Nagy, Ungarn (17:2) u. Ronja Holgersson, Schweden (12:3) u. einer Punktniederlage gegen Marichelle de Jong, Niederlande                     |
| 2008 | 1.    | Panamerikanische Meisterschaft in Port of Spain            | bis 66 kg   | nach Punktsiegen über Andreia Costa, Brasilien (8:1) und Vanessa Jackson, USA (4:0)                                                                                      |
| 2008 | 1.    | WM in Ningbo/China                                         | bis 66 kg   | nach Punktsiegen über Amanda Coulson, England (13:4), Irina Potejewa, Russland (8:6), Ri Suk Yong, Nordkorea (7:2) und Vanessa Jackson (9:2)                             |
| 2009 | 1.    | Ahmet-Comert-Cup in Istanbul                               | Mittel      | nach Siegen über Irina Sinezkaja, Russland (5:1), Lilija Durnejewa, Ukraine (6:1) und Li Jinzi, China (4:2)                                                              |
| 2010 | 3.    | Pokal des Premierministers in Ankara                       | Mittel      | nach Punktsiegen über Zhang Rongrong, China (3:0) und Ingy Saad, Ägypten (5:0) und Punktniederlage gegen Lidija Fidura, Polen                                            |
| 2010 | 1.    | Minoas-Womens-Cup in Heraklion/Griechenland                | Mittel      | nach Punktsiegen über Irina Sagaidakowskaya, Russland (11:9) und Ulrike Brückner, Deutschland (9:3)                                                                      |
| 2010 | 1.    | Panamerikanische Meisterschaft in Brasília                 | Mittel      | nach Punktsieg über Andreia Bandeira, Brasilien (+7:7) und Abbruchsieg in der 1. Runde über Yenebier Guillen, Dom. Rep.                                                  |
| 2010 | 1.    | WM in Bridgetown/Barbados                                  | Mittel      | nach einem Punktsieg über Anna Laurell, Schweden (9:2), einem kampflosen Sieg über Tamara Garcia, Spanien und Punktsiegen über Lilija Durnjewa (8:3) und Li Jinzi (14:2) |
| 2011 | 1.    | Minoas-Womens-Cup in Heraklion                             | Mittel      | nach Punktsiegen über Erika Guerrier, Frankreich 16:7), Lilija Durnjewa, Ukraine (10:7) und Nouchka Fontijn, Niederlande (23:16)                                         |
| 2012 | 2.    | Panamerikanische Meisterschaft in Cornwall/Kanada          | Mittel      | nach Punktsiegen über Alma Nora Ibarra, Mexiko (12:2) und Yenebier Guillen, Dominikanische Republik (11:9) und Punktniederlage gegen Claressa Shields, USA (14:27)       |
| 2012 | 17.   | WM in Qinhuangdao/China                                    | Mittel      | nach einer Punktniederlage gegen Anna Laurell (11:18) |
| 2012 | 5.    | OS in London                                               | Mittel      | nach Punktniederlage gegen Li Jinzi, China (14:17) |
| 2013 | 3.    | Panamerikanische Meisterschaft in Puerto la Cruz/Venezuela | Mittel      | nach Punktniederlage gegen Yenebier Guillen (12:15) |

## Kanadische Meisterschaften
(Finalergebnisse)
| Jahr | Platz | Gewichtskl. | Ergebnis                                                               |
| 2004 | 1.    | bis 66 kg   | Punktsieg über Lara Cubitt (42:37)                                     |
| 2005 | 1.    | bis 66 kg   | Abbruchsieg i.d. 1. Runde über Desni Boisvert                          |
| 2006 | 1.    | bis 66 kg   | Punktsieg über Amanda Beaulieu (27:4)                                  |
| 2007 | 1.    | bis 66 kg   | Abbruchsieg i.d. 1. Runde über Erin Krekoski                           |
| 2009 | 1.    | Halbwelter  | Punktsieg über Desni Boisvert (9:2)                                    |
| 2010 | 2.    | Mittel      | Punktniederlage im Finale gegen Ariane Fortin (7:10)                   |
| 2011 | 1.    | Mittel      | nach Punktsieg im Finale über Ariane Fortin (6:3)                      |
| 2012 | 1.    | Mittel      | nach Punktsiegen über Melinda Watpool (20:7) und Ariane Fortin (18:12) |

## Erläuterungen
- OS = Olympische Spiele, WM = Weltmeisterschaft
- Halbweltergewicht, bis 64 kg, Weltergewicht, bis 69 kg und Mittelgewicht, bis 75 kg Körpergewicht
- bis zum Jahre 2008 gab es beim Frauenboxen bis zu 15 Gewichtsklassen. Bei einer Gewichtsklassenreform durch die AIBA im Jahre 2009 wurden diese auf 10 verringert. Ferner wurden die Bezeichnungen wie bei den Männern übernommen